# 호조 우지야스
호조 우지야스(일본어: 北条氏康, 1515년 ~ 1571년 10월 21일)는 센고쿠 시대의 다이묘이다. 고호조씨 제3대 당주. 선대 당주 호조 우지쓰나(北条氏綱)의 적자이고, 어머니는 우지쓰나의 정실인 요주인이다. 장남 우지마사를 비롯하여 우지테루, 우지쿠니, 우지치카, 우지타다, 우지미쓰, 사부로(후에 우에스기 가게토라) 등 많은 자식을 낳았다. 간토 지방으로부터 야마노우치, 오기가야쓰 두 우에스기씨를 쫓아내는 등 정복사업을 활발히 하는 일 외에 다케다씨, 이마가와씨와의 고소슨 3국 동맹(甲相駿三国同盟)을 맺는 등 정치적 수완에도 뛰어났다. 사가미의 사자(相模の獅子), 사가미의 호랑이(相模の虎)라는 별칭으로도 유명하다.

## 생애

### 가독 상속
에쇼 12년(1515년) 제2대 도슈 호조 우지쓰나의 적자로 태어난다. 유년기에는 조그만 소리에도 놀라 주위 사람들에게 걱정을 끼쳤다. 교로쿠 3년(1530년) 오자와가하라 전투를 시작으로 우에스기 도모오키와 싸워 크게 이긴다. 덴분 7년(1538년) 제1차 고노다이 전투에서는 아버지와 함께 아시카가 요시아키(足利義明), 사토미 연합군과 싸우고 적의 총대장 아시카가 요시아키를 전사시키고 승리한다.
덴분 10년(1541년)에 우지쓰나가 죽자, 가독을 이어 제3대 도슈가 된다. 일설에는 덴분 7년(1538년)에 우지쓰나가 우지야스에게 가독을 양도한 뒤 은거하며 후견했다는 이야기도 있다. 덧붙여 우지쓰나는 임종에 앞서 5항목의 훈계장을 남긴다.

### 간토에서의 전투
덴분 14년(1545년) 이마가와 요시모토는 간토 간레이 야마노우치 우에스기 노리마사(上杉憲政)와 오기가야쓰 우에스기 도모사다(上杉朝定) 등과 거병한다. 우지야스의 제부로 있고, 이때까지는 호조와 협조해온 아시카가 하루우지(足利晴氏)도 연합군과 밀약을 맺은 후 참전했다. 요시모토는 호조 우지쓰나에게 빼앗기었던 히가시 스루가의 일부를 탈환하기 위해 군사 행동을 일으킨다. 그러나 다케다 하루노부의 알선으로 우지야스와 요시모토는 화친한다.
덴분 15년(1546년) 태세를 다시 추스린 야마노우치, 오기가야쓰 두 우에스기가와 아시카가 하루우지의 연합군, 약 8만의 대군이 호조령으로 침공한다. 이때 호조 군은 1만 미만에 불과해 압도적으로 불리했다. 우지야스는 두 우에스기, 아시카가 진영에 ‘이제까지 빼앗은 영도는 돌려주겠다.’라는 편지를 보내, 장기전으로 이끌어 방심을 유도한다. 그리고 우지야스는 제부 호조 쓰나시게에 연대해, 연합군을 기습한다. 이 기습으로 우에스기 도모사다는 전사하고, 오기가야쓰 우에스기씨는 멸망한다. 또 우에스기 노리마사는 고즈케 히라이로, 아시카가 하루우지는 시모우사로 도주한다. (가와고에성 전투)
이 승리에 의해 우지야스는 간토에서 지배권을 확립한다. 그리고 덴분 20년(1551년)에는 노리마사를 에치고로 추방하고(히라이 전투) 덴분 23년(1554년) 2년전에 고가 구보 자리에 고호조씨 피가 흐르는 요시우지에 양도한 하루우지를 하다노에 유패했지만, 하루우지의 장남 후지우지가 거병한다. 그래서 고가성 침공해 진압한다. 이것으로 더욱더 입지를 확고히 한다.

### 삼국동맹
우에스기 노리마사가 에치고로 도망감에 따라, 나가오 가게토라와의 대립관계가 표면화된다. 고즈케는 노리마사가 떠난 후에도, 옛 가신인 나가노 나리마사와 유라 나리시게가 호조, 다케다 군에 저항을 계속한다. 히타치의 사타케가, 시모쓰케의 우쓰노미야가 등의 간토 제후들에 의한 저항도 있어, 간토 통치는 정체된다.
덴분 20년(1551년) 일시적으로나마 조부 호조 소운의 연고로였던 고코쿠지성을 뺏는다.
덴분 23년(1554년) 이마가와 요시모토가 미카와로 출병하는 틈을 타 스루가로 침공하지만, 요시모토의 맹우로 있는 다케다 하루노부의 원군 등도 있어 스루가 침공은 생각하는 것만큼 진척되지 않았다. 그리고 같은 해, 이마가와씨의 중신 다이겐 셋사이의 중개 등도 있어, 딸을 이마가와 요시모토의 적자 우지자네에 시집보낸다. 그리고 다케다 하루노부의 딸을 적자 우지마사의 정실로 맞이한다. 이렇게 해서, 다케다, 이마가와씨와 동맹관계를 맺게 된다.(고소슨 3국 동맹)

### 우에스기씨와의 전투
에이로쿠 2년(1559년), 우지야스는 차남 호조 우지마사에 가독을 양도하고, 은거한다. 100년에 한 번 있을까 말까 하는 대기근으로 도쿠세레(도쿠세: 흉작일 때 조세를 면제해주는 정책)를 반포했기 때문이라고 한다. 그러나 은거 후에도 오다와라성 혼마루에 머무르면서 [고혼조사마]로서 정치, 군사의 실권을 장악하고, 우지마사를 후견한다. 에로쿠 4년(1561년) 우에스기 겐신이 간토 일원에 다이묘와 호족, 더욱이 일부의 오슈 남부 호족까지 동원한 대연합군을 이끌고 침공해 오지만, 우지야스는 오다와라 성에서 농성을 해 우에스기 군을 철퇴시킨다. 그리고 겐신이 신겐과 가와나카지마 전투 때문에 시나노에 있는 틈을 타, 우에스기씨에 빼앗긴 영토 대부분을 수중에 넣고, 겐신이 옹립한 고가쿠보 아시카가 후지우지를 붙잡는다.
에이로쿠 7년(1564년) 사토미 요시타카, 요시히로부자와 가즈사 등의 지배권을 둘러싸고 대립한다. (제2차 고노다이 전투). 호조 군은 병력적으로 우세에 있었지만, 사토미 군은 정신적으로 똘똘 뭉쳐 한 치의 틈도 보여주지 않는다. 그래서, 이 전투에서 호조 군은 도야마 쓰나카게 등의 유력 무장을 다수 잃었다. 그러나, 우지야스가 사토미 군을 기습해, 사토미 군을 아와로 몰아낸다. 같은 해, 오타 스케마사를 격파하고 무사시를 평정한다. 이 후, 우에스기 겐신이 우스이 성공격에 실패한 일도 있고 해서, 마침내 고즈케의 유라씨, 사즈사의 사카이씨, 도키씨, 마사키씨 일부 등 많은 호족들이 호조씨에 복종한다. 더욱이 고즈케 마야바시성의 우에스기가의 가신인 기타조 다카히로가 호조씨로 배신을 해, 겐신은 어쩔 수 없이 대대적으로 철퇴했다. 이리하여 우에스기 겐신과의 항전에서 호조 우지야스의 우위에 서게되었다.
에이로쿠 10년(1567년) 우지야스는 자식 호조 우지마사, 호조 우지테루에 사토미 공략을 위임시켜 출진게 한다. 하지만, 우지마사는 사토미 군에 의표를 찔려 대패한다. 이 전투로 가즈사 남부를 잃는다. 사위 오타 우지스케도 이 싸움에서 전사했다(미후네야마 전투). 그러나, 히타치에 있어서는 히타치 남부의 오다씨 등이 복속함에 따라 사타케 령을 제외한 히타치는 호조가의 세력권 안에 들어오게 된다. 호조가는 전성기를 맞이하게 된다.

### 다케다 신겐과의 전투
에이로쿠 3년(1560년) 5월, 이마가와 요시모토가 오케하자마 전투에서 오다 노부나가(織田信長)에게 패해 전사했다. 이 때문에, 이마가와씨 세력은 쇠퇴하게 된다. 그리고, 에로쿠 10년(1568년), 영토확대를 목적으로 하는 다케다 신겐(武田信玄)이 스루가로 침공한다. 이 때문에 3국동맹은 파기되었다. 이 때, 우지야스는 사위인 이마가와 우지자네를 지원하기 위해 출진했지만, 이미 우지자네는 다케다 군, 연이어 도쿠가와 군에 침공을 받고 스루가로부터 추방되어 오다와라로 망명하였다.
이 때문에 우지야스와 신겐은 적대 관계가 되었다. 우지야스는 신겐이 도쿠가와 이에야스에게 불신을 산 것을 계기로 이에야스와 밀약을 맺고, 스루가로 협격을 계획한다. 이에 따라 신겐은 스루가 방위는 곤란하다는 결단을 내고, 스루가로부터 철퇴한다. 더욱이 우지야스는 우에스기와 화친을 획책한다. 에로쿠 11년(1568년) 호조 우지히데를 인질로 해서 우에스기가로 보내고, 우에스기측으로부터는 가키자키 하루이에를 인질로 받는다. 이렇게 해 우에스기 겐신과 동맹을 맺는다. (에쓰소 동맹). 에로쿠 12년(1569년) 9월에는 다케다 군이 무사시로 침공한다. 하치가타 성에서 우지쿠니가, 다키야마 성에서 우지테루가 농성을 해 다케다 군을 물리치고, 다케다 군은 그대로 남하, 10월 1일에는 오다와라 성을 포위한다. 그러나, 우지야스가 철저하게 농성전을 했기 때문에, 다케다 군은 오다와라 성 공략은 불가능하다고 판단하고, 4일 만에 철퇴한다. 다케다 군은 철퇴 도중, 우지테루, 우지쿠니가 이끄는 호조 군과 충돌한다. 이에 우지야스는 우지테루와 우지쿠니와의 협공을 계획해 우지마사를 출진시키지만, 행군이 늦은 탓에 도착 즈음에 우지테루와 우지쿠니가 이끄는 호조 군은 신겐에게 돌파당하고, 다케다 군의 가이 귀환을 허락한 결과가 되었다. (미마세 고개 전투). 그 후 다케다가는 다시 스루가로 출병하고, 이에 대해 호조가는 사토미가의 세력회복과 우지야스의 체력저하에 따라, 스루가에서의 전투는 하기 힘들어졌다.
또, 에쓰소 동맹에 관해서는 두 가문의 정전이라는 의미에서는 성공했지만, 간토간레로써 간토에 세력을 확대하려는 겐신과, 간토제패를 목적으로 하는 우지야스와는 이해관계가 맞아 떨어지기는 어려웠다. 겐신으로써는 호조가의 생각대로 움직이 않았다. 사실 이 동맹은 대 다케다가에게만 유효했다. 우지야스가 겐신에게 계속 원군요청을 했지만, 무시하자 짜증이 난 우지야스는 동맹의 재검토를 지시한다.

### 말년
겐기 2년(1571년)부터 우지야스는 겐신으로부터 이반한 기타조 다카히로를 통해 다케다 신겐과의 화친, 혹은 동맹을 탐색한다. 실은 우지야스는 겐기 원년(1570년) 8월경부터 병을 얻어, 그 해 병이 악화되어, 마지막 업무로써 우지마사를 비롯 친지들을 모아, 우에스기 겐신과의 동맹을 파기하고, 다케다 신겐과 동맹을 맺으라라고 유언을 남긴다. 그리고, 겐기 2년(1571년) 10월 3일(양력 10월 21일) 오다와라 성에서 병사한다. 향년 57세. 사인은 중풍, 혹은 위암이라고 전해진다.
사후 12월 27일, 우지야스의 유언대로, 호조, 다케다는 다시 동맹을 맺었다. 단 근년에 들어 우지야스의 유언이 아니라, 신겐측의 요청이었다는 설도 유력하다.

### 묘소
- 가나가와현 아시가라시모군 하코네정 소운지

현재 소운지 경내에 존재하는 우지야스를 포함한 호조 5대의 묘소는 에도 시대 간분 12년(1612년)에 호조 우지노리의 자손으로 사야마 번 호조가 5대 도슈 호조 우지하루가 호조 소운의 기제일에 해당하는 8월 15일(양력 9월 8일)에 건립한 공양탑이다. 우지야스의 본래의 묘소는 넓은 소운지 경내의 다이쇼인에 배향되었지만, 도요토미 히데요시(豐臣秀吉)의 오다하라 정벌 때 소실되어 묘소의 위치가 정확히 어디인지는 알지 못한다.

## 인물
- 젊었을 때 멍청이란 소리를 들었지만, 당주가 된 후, 선친이 남긴 훈계장을 항상 명심했다고 한다. 또, 산조니시 사네타카로부터 가도(와카를 작시하는 방법)를 사사받았고, 삼략(중국 병법서)의 강의를 아시카가 학교에서 받는 등, 교양, 학문에도 열심히였다. 와카를 낭송하면 저명한 가인조차도 관심을 가졌다. 덴분 20년(1551년) 4월 우지야스를 접견한 난젠지의 승려 東嶺智旺는 [태수 우지야스는 겉은 문인이요, 속은 무인이라, 치세는 청렴하고, 범상치 않다. 당대 필적할 자가 없는 패왕이라 하겠다.]라고 높이 평가했다. 그의 선정으로 민중에 공경을 받았으며, 그가 죽자 오다와라성 주변의 영민은 모두 슬퍼하며 안타까워 했다고 전해진다.
- 고호조가의 특색으로는 영내 모든 토지를 정검하고, 그 결과를 토대로 [소령역장]을 작성했다. 가신과 영민의 부담을 명확하게 하는 등, 가신단과 영민의 통제를 원활하게 다스렸다. 선대에 행했던 것과 같이 세제의 개혁에도 충실히 해 영민의 부담을 경감시키는 등 사력을 다했고, 재향세력부터 지지를 받았다. 그 중에서도 특히 가치가 있는 것은 덴분 19년(1550년) 4월에 실시한 세제 개혁이다. 그때까지 [쇼텐야쿠]로 불리는 정무를 폐지하고, 간다카(貫高)[1]의 6%의 겐센(懸錢)을 납부하는 것으로 부정기 징수로부터 백성을 해방시켰다. 결과적으로 부담을 경감시켰다. 동시에 세가 직접 호조씨의 창고로 납입되었다. 중간 단계를 거치지 않게 됨에 따라 자국내 영주들의 지배력 저하로 호조씨의 지배력은 보다 강화되었다. 그 밖에도 무네베쓰센(棟別銭)[2]를 50문에서 35문으로 경감하고, 흉작과 기근인 해에는 감세, 경우에 따라 연공을 면제했다. 더욱이 영민 누구라도 직접 호조가에 불법을 소송할 수 있는 메야스바코(目安箱)를 설치했다. 또, 앞장서서 영락전[3]으로 통화 통일을 추진했다. 그 밖의 시책으로는 공용사역제 채용, 전마제의 확립 등이 있다.
- 우지야스의 큰 공적은 독자적인 관료기구를 개설했다는 데 있다. 예를 들어 효조슈가 그 대표적인 것으로, 영내의 소송처리 등을 담당한다. 구성원은 대개 우마마와리슈였다. 호조가의 행정기구는 전국에서도 가장 선진화된 것이라고 전해진다. 이 후 에도 막부는 호조가의 것을 계승해 경제를 운용했다고 한다.
- 오다와라 성 밑 마을을 발전시키기 위해 전국으로부터 장인과 문화인을 끌어들여 대규모 도시개발을 행했다. 그 결과 오다와라 성 밑 마을은 동(東)으로는 오다하라, 서(西)로는 야마구치라고 불릴 만큼 동국(간토 일대) 최대 도시였다. 당시로서는 드문 상수도를 완비했고, 마을은 먼지하나 없을 만큼 청결한 도시였다고 한다. 그리고, 이 마을의 유명세은 오다하라사마라고 불리며 간토 지방으로 널리 펴졌다.
- 군사적으로는 신겐, 겐신과 나란히 견줄 만큼 명장이었다. 큰 전투에서 패한 것은 우지야스 본인이 출진하지 않은 미후네야마 전투와 미마세 고개 전투(후자는 실질적으로는 비겼다.)뿐이라고 알려져 있다. 가와고에 성 전투는 동시대의 모리 모토나리(毛利元就)의 이쓰쿠시마 전투, 오다 노부나가의 오케하자마 전투와 나란히 센고쿠 3대 기습 작전으로 알려져 있다.
- 최초로 장창 병제를 행하는 등 보병의 특색이 강한 호조가였지만, 기마술의 나카야마가 등을 지배하에 두고서 많은 목장을 경영하게 된다. 이로써 군단의 기마율은 11%에 달하며, 다케다가의 기마율(8%)보다도 상회하게 된다. 닌자로 알려진 후마도 기마술이 탁월해 전장에서의 기동작전을 담당했다고 전해진다.
- 우지야스의 민정수완은 수많은 센고쿠 다이묘 중에서도 으뜸이라 불릴 만큼 높게 평가를 받고 있다.
- 호조키에서는 [3대의 우지야스는 문무를 겸한 명장으로, 한평생 동안 수많은 전투에서 패한 일이 없다. 게다가 인덕을 갖추고 가법을 잘 따라 우지야스대에서 간토 8개국의 병란을 평정하고 호조가의 이름을 크게 높였다. 그 뛰어난 공적은 고금의 명장이라고 불려도 좋다.]라고 평가되었다.